# Валиева, Камила Валерьевна
Ками́ла Вале́рьевна Вали́ева (тат. Камилә Валерий кызы Вәлиева; род. 26 апреля 2006, Казань) — российская фигуристка, выступающая в одиночном катании. Серебряный призёр чемпионата России (2021), чемпионка мира среди юниоров (2020), победительница финала юниорского Гран-при сезона 2019/2020. Победительница этапов Гран-при — Skate Canada 2021 и Rostelecom Cup 2021, победительница турнира серии «челленджер» Finlandia Trophy 2021.
Мастер спорта России (2021). Заслуженный мастер спорта России (2022). Кавалер ордена Дружбы (2022).
Валиева — первая одиночница в истории фигурного катания, которая набрала больше 90 баллов в короткой программе, больше 185 баллов в произвольной программе и больше 272 за общую сумму баллов на соревнованиях под эгидой Международного союза конькобежцев. На юниорских соревнованиях она превзошла рекорды баллов в произвольной программе и по общей сумме — 1 раз. На соревнованиях среди взрослых она превзошла рекорды баллов в короткой программе — 2 раза, в произвольной программе и по общей сумме — 3 раза. Обладательница текущих мировых рекордов в короткой и произвольной программах и по общей сумме баллов.
Вторая фигуристка в истории (после Александры Трусовой), исполнившая четверной тулуп на соревнованиях под эгидой Международного союза конькобежцев. Вторая женщина в истории (после Софьи Акатьевой) и первая среди взрослых, приземлившая в одной программе тройной аксель и три четверных прыжка.
11 февраля 2022 года стало известно, что допинг-проба фигуристки от декабря 2021 года оказалась положительной (обнаружен триметазидин). В связи с этим церемония награждения победителей в командном турнире была отложена, рассматривался вопрос перераспределения медалей и допуска фигуристки до личного турнира. 14 февраля 2022 года спортивный суд CAS отклонил апелляции МОК, WADA и ISU, вследствие чего Валиева получила разрешение выступать на Олимпиаде-2022. 29 января 2024 года CAS утвердил дисквалификацию фигуристки на 4 года (с 25 декабря 2021 по 25 декабря 2025 года) за применение допинга, все соревновательные результаты были аннулированы со всеми вытекающими последствиями (включая любые титулы, награды, медали, призы и призовые деньги).

## Биография
Родилась 26 апреля 2006 года в Казани. По национальности татарка. Прадеды — Зиннатуллин Насретдин Зиннатуллович (род. 1911—?) и Идрисов Рахматулл Идрисович (род. 1921—?) — участники ВОВ. Дед по матери — Анвар Зинатуллин, родом из села Тявгельдино Апастовского района, позже переехал в Казань, где работал на заводе № 22 и умер в возрасте 47 лет. Бабушка по матери — Галия, родом из села Арташ Сабинского района, работала в Казани водителем трамвая. Мать — Алсу Валиева, родилась в Казани. У своей матери Камила единственный ребёнок. Отец, Валерий Рамазанов (неофициальное также носит татарское имя Равиль) — полковник, по состоянию на 2024 год — председатель Союза морских пехотинцев Крыма.

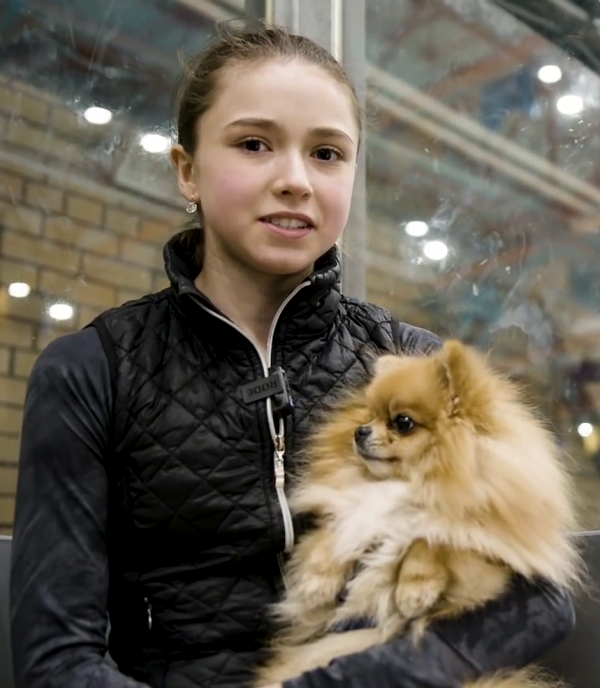
Камила Валиева и её собака в видео «Фигуристки „Хрустального“ и их собаки»

## Спортивная карьера

### Начало
Начала заниматься фигурным катанием в Казани в 3,5 года. Её первым тренером была Ксения Иванова. Семья Валиевых перебралась в Москву в 2012 году, и Камила продолжила заниматься фигурным катанием в СШОР «Москвич». С 2012 по 2018 год фигуристка поменяла трёх тренеров: до 2014 года училась у Марины Кудрявцевой, в 2014—2015 — у Игоря Лютикова, а в 2015—2018 годах — у Натальи Дубинской и Станислава Ковалёва. Из-за травмы сезон 2017/18 получился для Валиевой неудачным. Летом 2018 года она попала в «Самбо-70» в группу к Этери Тутберидзе.

### Сезон 2019—2020, среди юниоров

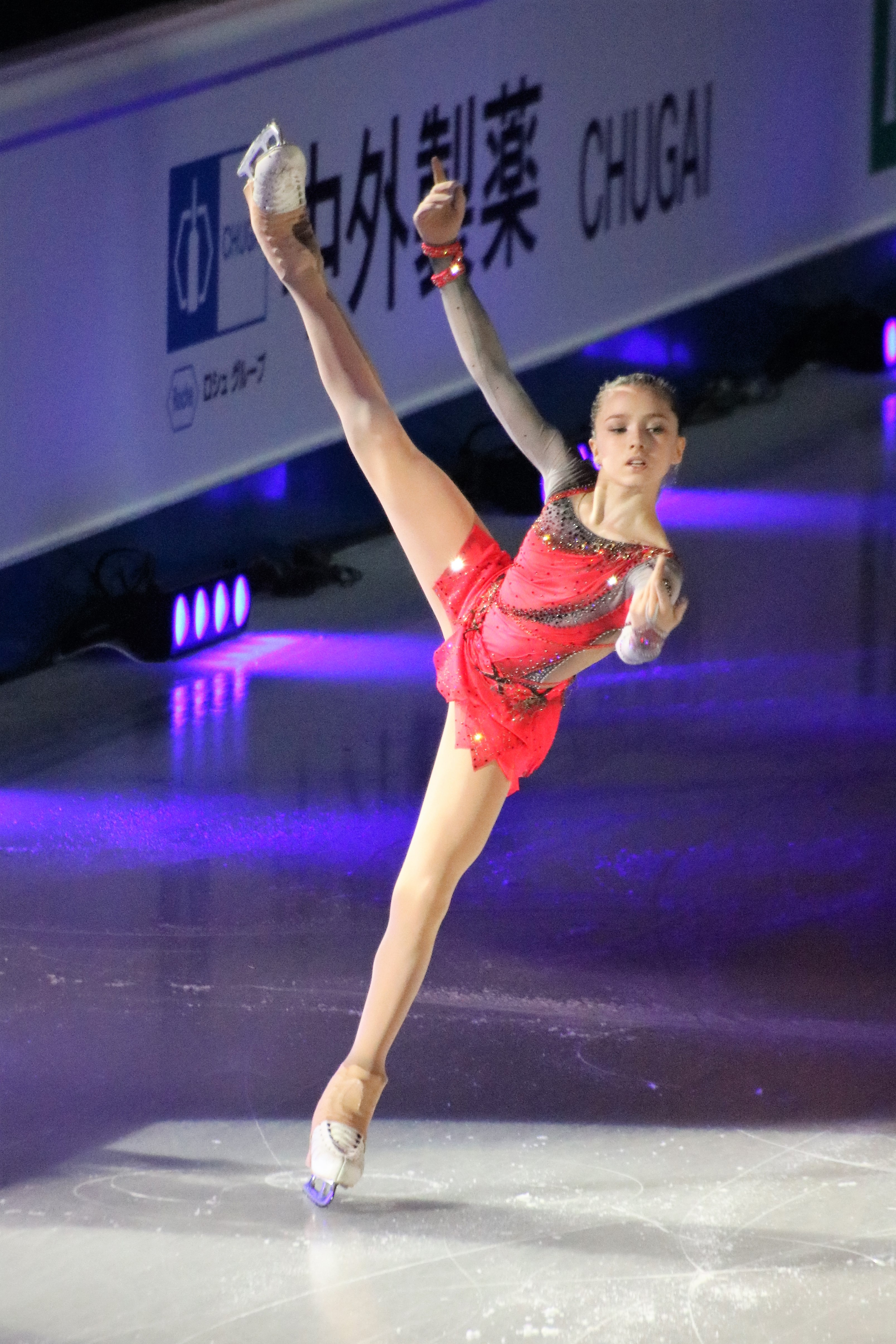
В финале юниорского Гран-при 2019/2020

Сезон 2019—2020 годов Камила начала на дебютном для неё соревновании международного уровня — этапе юниорского Гран-при во Франции, на котором из-за падения шла третьей после короткой программы, однако благодаря чисто исполненному четверному тулупу в произвольной программе выиграла турнир с общей суммой баллов 200,71. Камила стала четвёртой юниоркой в истории, набравшей более 200 баллов по новой системе оценок. Следующим соревнованием для неё стал этап юниорского Гран-при в России, на котором она выиграла и короткую, и произвольную программу. В произвольной фигуристка приняла попытку исполнить два четверных тулупа, получился один. Спортсменка набрала 221,95 балла по сумме за два проката. Благодаря успешным выступлениям на этапах юниорского Гран-при Камилу отобрали в финал юниорского Гран-при. Перед финалом юниорского Гран-при в Турине фигуристка получила травму, поэтому в Италии ей пришлось выступать без элементов ультра-си. Однако благодаря чистому катанию спортсменка заняла первое место с результатом в 207,47 балла.
В феврале Камила стала участницей Первенства России среди юниоров. За короткую программу фигуристка получила 78,50, за произвольную — 159,67 балла. В произвольной Камила попробовала исполнить два четверных тулупа. Каскад четверной тулуп — двойной тулуп получился чисто, четверной тулуп был исполнен с помаркой. Спортсменка завоевала золотую медаль с результатом 238,17 балла. Победа на национальном первенстве помогла Камиле попасть на Чемпионат Мира среди юниоров 2020.
В марте выступила на чемпионате мира среди юниоров. Короткую программу она исполнила чисто и заняла промежуточное первое место с 74,92 баллами. В произвольной программе она исполнила два четвертных тулупа, первый тулуп был исполнен с ошибкой «степ-аут», а второй исполнен чисто в каскаде с двойным тулупом, в итоге получив 152,38 баллов за произвольную программу и с общей суммой баллов 227,30 выиграла чемпионат.

### Сезон 2020—2021, национальный взрослый дебют
В этом сезоне Камила получила возможность участвовать в соревнованиях среди взрослых, но только национального уровня. До взрослых международных соревнований Камила не была допущена по возрасту.
Сезон 2020—2021 годов Камила начала на II этапе Кубка России, где она заняла второе место с общей суммой баллов в 233,70. В декабре приняла участие в V этапе Кубка России, на котором впервые для себя приняла попытку исполнить тройной аксель (прыжок получился с помаркой) в короткой программе. В произвольной программе фигуристка чисто исполнила два четверных тулупа (один в каскаде с двойным тулупом), однако допустила падение на тройном лутце. Камила заняла первое место с результатом в 254,86 балла.
В декабре выступила на чемпионате России. В короткой программе фигуристка упала с тройного акселя (судьи отметили недокрут), в произвольной же приземлила все прыжки, включая два четверных тулупа (один в каскаде с двойным тулупом). Результат за короткую программу составил 79,99 балла, за произвольную — 174,02. По итогу Камила Валиева заняла 2 место с результатом в 254,01 балла.
В феврале участвовала в коммерческом турнире «Кубок Первого канала». В прыжковом турнире спортсменка чисто исполнила четверной тулуп, каскады тройной лутц—тройной тулуп, четверной тулуп—тройной тулуп—тройной тулуп—ойлер—тройной сальхов, тем самым помогла команде девушек одержать победу. Затем, Камила стала частью команды Алины Загитовой «Красная машина», исполнив безошибочно обе программы, заняла первое место в команде по набранным баллам. Из элементов ультра-си в короткой программе был исполнен тройной аксель, в произвольной — каскад четверной тулуп—двойной тулуп, четверной тулуп, тройной аксель. В итоге команда заняла первое место.
В марте выступила в Финале кубка России. В произвольной программе впервые для себя предприняла попытку исполнить четверной сальхов, но упала. Также в каскаде с четверным прыжком вместо традиционного двойного тулупа, через ойлер был исполнен тройной сальхов (каскад получился с помаркой). По итогам соревнований заняла первое место.

### Сезон 2021—2022, среди взрослых
В сентябре 2021 года Камила выступила на контрольных прокатах в Челябинске, где чисто откатала новую короткую программу под музыку Кирилла Рихтера «In Memoriam», но допустила ошибки при исполнении оставшейся с прошлого сезона произвольной программы под музыку из балета «Болеро» Мориса Равеля.
В начале октября дебютировала на международных соревнованиях среди взрослых в турнире серии «Челленджер» Finlandia Trophy. Короткую программу фигуристка начала с тройного акселя, который не докрутила и допустила падение, позже прыгнула тройной флип и исполнила каскад тройной лутц-тройной тулуп, заняла промежуточное третье место, улучшив личный рекорд на одну сотую балла. В произвольной программе Валиева также упала с тройного акселя, исполнив его с недокрутом, но прыгнула три четверных прыжка: четверной сальхов, четверной тулуп в каскаде с тройным тулупом и четверной тулуп в каскаде с тройным сальховом через ойлер. Все непрыжковые элементы судьи оценили на четвёртый уровень сложности. Камила Валиева стала победителем турнира с двумя мировыми рекордами: в произвольной программе улучшила рекорд, принадлежавший Александре Трусовой, набрав 174,31 балла, а по итогам двух программ превзошла рекорд Алёны Косторной, получив 249,24 балла.
В конце октября, несмотря на трудности с оформлением документов, Камила прилетела в Канаду для участия во втором этапе серии Гран-при прошедшем в Ванкувере. После короткой программы лидировала с результатом 84,19 балла, чисто исполнив тройной аксель и остальные прыжки, входящие в программу. В произвольной программе допустила «степ-аут» на тройном акселе, но чисто исполнила четверной сальхов, каскад четверной тулуп—тройной тулуп, каскад четверной тулуп—ойлер—тройной сальхов и получив 180,89 баллов за произвольную программу и 265,08 баллов за сумму заняла итоговое первое место, фигуристка обновила мировые рекорды за произвольную программу и по сумме баллов за две программы, установленные ею за три недели до этого.
Через месяц Камила приняла участие в шестом этапе серии Гран-при Rostelecom Cup, проводившемся в Сочи. Короткую программу выиграла с мировым рекордом 87,42 балла, улучшив почти на два балла рекорд, установленный Алёной Косторной в 2019 году в финале серии Гран-при. В произвольной программе фигуристка безукоризненно исполнила три четверных прыжка: сольный сальхов, тулуп в каскаде с тройным тулупом и ещё один тулуп в каскаде с двойным сальховом через ойлер. Кроме того Камила прыгнула четыре тройных прыжка, исполнила сложные вращения и дорожку шагов на четвёртый уровень. Стала первой в произвольной программе и по сумме за две программы, набрав 185,92 и 272,71 балла соответственно. Обе оценки стали новыми мировыми рекордами, а Камила Валиева — обладательницей сразу трёх мировых рекордов.
По итогам шести этапов серии Гран-при Камила Валиева одержала победу на двух своих этапах и стала одной из пяти российских одиночниц, отобравшихся в финал серии, который должен был состояться с 9 по 12 декабря в японской Осаке. В начале декабря стало известно, что финал Гран-при не состоится по причине закрытия японским правительством границ страны для иностранцев из-за угрозы распространения омикрон-штамма коронавирусной инфекции.
В декабре Камила выступила на чемпионате России. В короткой программе она исполнила тройной аксель, тройной флип, а также каскад тройной лутц—тройной тулуп и получив за прокат 90,38 балла она заняла промежуточное первое место. В произвольной программе она исполнила четверной сальхов, тройной аксель, четверной тулуп—тройной тулуп, тройной риттбергер, четверной тулуп—ойлер—тройной сальхов, тройной флип—тройной тулуп, тройной лутц и получила 193,10 балла. По сумме баллов она набрала 283,48 и выиграла турнир, обойдя Александру Трусову, занявшую второе место, на 34,83 балла.
В январе 2022 года выступила на чемпионате Европы, проводившемся в Таллине. Короткую программу выиграла с мировым рекордом 90,45 балла, улучшив на 3 балла свой собственный результат. В произвольной программе исполнила четверной сальхов, упала на тройном акселе, но чисто исполнила каскад четверной тулуп — тройной тулуп, тройной риттбергер, каскад четверной тулуп — ойлер —тройной сальхов, каскад тройной флип — тройной тулуп, тройной лутц и получила 168,61 балла. По сумме баллов за обе программы получила 259,06 и выиграла чемпионат.
На Олимпийских играх 2022 в Пекине команда с участием Валиевой получила наивысшую сумму по очкам в командных соревнованиях (что подразумевает победу в соревновании, но см. ниже про ситуацию с допинг-пробами). Выиграла обе программы, внеся максимальный возможный вклад в победу российской команды (20 очков за два первых места). Валиева стала четвёртой фигуристкой в мире и первой среди европеек, выполнившей тройной аксель на Олимпийских играх. Ранее этот элемент на Олимпиадах исполняли Мидори Ито (Альбервиль-1992), Мао Асада (Ванкувер-2010, Сочи-2014) и Мираи Нагасу (Пхенчхан-2018). Там же, во время командных соревнований, Валиевой был установлен олимпийский рекорд, набрав за короткую программу 90,18 баллов; предыдущей рекордсменкой была Алина Загитова. Также Валиевой принадлежит достижение — она стала первой фигуристкой, прыгнувшей на олимпийских играх четверной прыжок. Результат Валиевой в произвольной программе в 178,92 балла также является олимпийским рекордом.
Во время индивидуальных прокатов по итогам короткой программы с результатом 82 балла заняла промежуточное первое место. В произвольной программе Валиева допустила ряд ошибок, и в какой-то момент «вообще перестала бороться». В произвольной
программе стала пятой, заняв итоговое четвёртое место. Это стало первым поражением Камилы на международных турнирах — до этого 9 раз к ряду она брала только золото. Ряд общественных деятелей связывают это с тем, что Валиеву «уничтожили» во время допинг-скандала.

### Сезон 2022—2023
22—23 октября Камила участвовала в первом этапе Гран-при России «Золотой конек Москвы» (ранее — Кубок России). В короткой программе Валиева, по замечанию «Коммерсанта», с довольно лёгким по её меркам контентом, то есть без тройного акселя, получила больше баллов, чем на Олимпиаде. В произвольном прокате она упала с единственного заявленного четверного прыжка — тулупа. Тем не менее, Валиева заняла первое место, преимущественно благодаря второй оценке — за презентацию и артистизм. Она опередила Софью Акатьеву, исполнившую три элемента ультра-си. Спортивная журналистка Елена Вайцеховская оставила негативный комментарий соревнованию, отметив, что «мы имеем аттракцион немыслимой судейской щедрости по отношению к записным лидерам, который очень сильно напоминает банальный распил призовых денег». Заслуженный тренер СССР Татьяна Тарасова, напротив, отметила, что «Валиева каталась очень хорошо. Была бесспорным лидером… находится в хорошей физической форме».
В ноябре выступила на третьем этапе Гран-при России «Идель» в Казани. В короткой программе она исполнила исполнила двойной аксель, тройной флип, тройной лутц — тройной тулуп, получив за прокат 83,30 балла она заняла промежуточное первое место. В произвольной программе она упала с четверного тулупа, исполнила секвенцию тройной флип — двойной аксель, тройной риттбергер, двойной аксель, каскад тройной лутц — тройной тулуп и тройной флип — ойлер — тройной сальхов, сольный тройной лутц и получила за прокат 158,42 балла. По сумме баллов она набрала 241,72 балла и выиграла турнир.
В декабре Камила выступила на чемпионате России. В короткой программе она сделала бабочку вместо тройного акселя, исполнила тройной флип, тройной лутц — тройной тулуп и получила за прокат 76,61 балла и заняла промежуточное четвертое место. В произвольной программе она исполнила два четверных тулупа, один тулуп был в каскаде с двойным акселем, тройной риттбергер, двойной аксель, тройной лутц — тройной тулуп, двойной флип — тройной сальхов через ойлер, тройной лутц и получила 170,71 балла и заняла первое место. По сумме баллов за обе программы получила 247,32 и заняла второе место, уступив Софье Акатьевой. На февраль 2023 года рост Валиевой составляет 1,63 м.
В марте выступила в финале Гран-при России, проходившем в Санкт-Петербурге. В короткой программе допустила ошибку при приземлении с тройного акселя и упала, исполнила тройной флип и каскад тройной лутц — тройной тулуп и получив за прокат 78,97 балла она заняла промежуточное третье место. В произвольной программе исполнила два четверных тулупа (сольный и в каскаде) и упала с тройного лутца и получила 162,79 баллов и заняла третье место. По сумме баллов она набрала 241,76 и заняла второе место.

### Сезон 2023—2024
11—12 ноября 2023 года выступила в четвертом этапе Гран-при России «Идель» в Казани. Чисто исполнила короткую программу и расположилась на промежуточном 1-м месте с 81,09 балла. В произвольной программе упала на четверном тулупе и ошиблась с каскадом и секвенцией, остальные элементы исполнила без ошибок и заняла 4-е место с 132,50 балла. За обе программы набрала 213,59 бала и заняла 4-е место.
25—26 ноября 2023 года выступила в шестом этапе Гран-при России «Золотой конек Москвы», чисто исполнила обе программы и выиграла турнир с суммой баллов 226,22 балла.
В конце декабря выступила на чемпионате России в Челябинске. Короткую программу исполнила без ошибок и расположилась на промежуточном 1-м месте с 81,85 балла. В произвольной программе, упала с четверного тулупа, остальные элементы исполнила без ошибок и получила 156,14 балла. По сумме двух программ набрала 237,99 балла и заняла третье место.
В марте 2024 года была исключена из сборной России.

## Дисквалификация
11 февраля 2022 года во время Олимпийских игр в Пекине International Testing Agency (ITA) сообщило, что в пробе на допинг спортсменки, взятой на чемпионате России в Санкт-Петербурге в декабре, был обнаружен запрещённый в спорте препарат — триметазидин. Российское антидопинговое агентство (РУСАДА), бравшее пробу, сразу же отстранило спортсменку. Однако на следующий день российской стороной было принято решение допустить её к соревнованиям до завершения расследования и вынесения приговора. МОК, WADA и ISU подали по этому поводу апелляции в спортивный суд CAS с требованием отменить допуск. 14 февраля 2022 года CAS отклонил эти апелляции и тем самым оставил в силе решение российских спортивных чиновников: Камиле Валиевой было позволено выступить на Олимпиаде 2022. CAS в своём решении указал на нарушение Кодекса WADA со стороны лаборатории WADA по 20-дневному сроку предоставления результатов допингового теста. В связи с этим Валиева была лишена возможности подготовки данных в свою защиту. Также Суд учел отсутствие положительной пробы на тест во время самой Олимпиады и то, что Валиева является несовершеннолетней и поэтому относится к «защищённым персонам», поэтому в прессе не должна была отразиться информация о якобы сомнительной допинг-пробе. При этом суд не рассматривал вопрос наличия допинга по существу, дисциплинарная процедура после положительного антидопингового теста, взятого в декабре 2021 года, была продолжена после окончания Олимпиады.
После Игр делом Камилы Валиевой занималось РУСАДА. 14 сентября 2022 года появилась информация о завершении расследования. По словам генерального директора РУСАДА Вероники Логиновой решение по делу фигуристки должен объявить Дисциплинарный антидопинговый комитет (ДАК). Не дожидаясь объявления результатов расследования РУСАДА, WADA подало снова иск в CAS, на этот раз с требованием дисквалифицировать Валиеву на 4 года и аннулировать ее результаты на Олимпиаде, чемпионатах Европы и России. 13 января 2023 года РУСАДА вынесло оправдательное решение. Вместе с ним был отменён результат Валиевой на чемпионате России в Санкт-Петербурге, после чего золотая медаль перешла к Александре Трусовой. Решение ДАК опротестовано не только международными организациями, но и самим РУСАДА. Окончательное же решение должен был принять суд CAS, в котором находилась апелляция WADA. 29 января 2024 года CAS утвердил дисквалификацию фигуристки на 4 года за применение допинга. Дисквалификация отсчитывается с 25 декабря 2021 года. Также WADA призвало наказать окружение Валиевой.

## Техника

### Хронология исполнения сложных прыжков
- Тройной аксель — 18 октября 2020 года в интернете появилось видео, где Валиева на тренировке исполнила тройной аксель с усложнением — двумя руками наверх[98][99][100]. 5 декабря 2020 года Валиева чисто исполнила тройной аксель в короткой программе на национальном турнире — этапе Кубка России в Москве[101]. 30 октября 2021 года Камила чисто исполнила тройной аксель в короткой программе на международном турнире — этапе Гран-при Skate Canada[102]. Камила — единственная среди фигуристов за всю историю, кто исполняет тройной аксель с руками наверх[103].
- Четверной тулуп — 23 августа 2019 года на юниорском этапе Гран-при во Франции Валиева исполнила четверной тулуп с положительным «GOE», что сделало её второй исполнительницей этого прыжка в мировой истории фигурного катания (после Александры Трусовой) на соревнованиях под эгидой Международного союза конькобежцев[104][105][106]. 7 марта 2020 года на чемпионате мира среди юниоров Валиева чисто исполнила каскад четверной тулуп—двойной тулуп[107]. 10 октября 2021 года на международном турнире Finlandia Trophy Камила чисто исполнила каскад четверной тулуп—тройной тулуп и каскад четверной тулуп—ойлер—тройной сальхов[108].
- Четверной сальхов — 12 февраля 2021 года в интернете появилось видео, где Валиева на тренировке исполнила четверной сальхов с усложнением — двумя руками наверх[109]. 10 октября 2021 года на международном турнире Finlandia Trophy Валиева чисто исполнила четверной сальхов[108].

## Программы
| Сезон     | Короткая программа | Произвольная программа | Показательные номера |
| --------- | --- | --- | --- |
| 2023—2024 | - «I See Red» Everybody Loves An Outlaw хореограф-постановщик Даниил Глейхенгауз                                                                        | - «Чёрная пантера: Ваканда навеки»: - «Wakanda» Людвиг Йоранссон - «Lift Me Up» Рианна - «A King’s Sunset» Людвиг Йоранссон - «Never Forget» Sampa the Great хореограф-постановщик Даниил Глейхенгауз | - «Комета» Jony - «Зима в сердце» Моя Мишель - «Слово пацана. Кровь на асфальте»: - «На заре» Баста - «Пыяла» Аигел                                                                                    |
| 2022—2023 | - «Cornfield Chase» Ханс Циммер в исполнении Дориан Марко - «Tick-Tock» Ханс Циммер (из фильма «Интерстеллар») хореограф-постановщик Даниил Глейхенгауз | - «Low Mist Variation 1 (Day 5)» Людовико Эйнауди - «Truman Sleeps» (из фильма «Шоу Трумана») Филип Гласс - «Obscura» Power-Haus and Christian Reindl хореограф-постановщик Даниил Глейхенгауз        | - «Run The Worlds (Girls)» Бейонсе совместно с Анной Щербаковой и Алиной Загитовой - «Уэнздей»: - «Main Title» Дэнни Эльфман - «Goo Goo Muck» The Cramps - «Bloody Mary» Леди Гага в исполнении Ashris |
| 2021—2022 | - «In Memoriam» Кирилл Рихтер | - «Болеро» Морис Равель | - «Shutting Down Grace’s Lab» Джеймс Хорнер (из фильма «Аватар») |
| 2020—2021 | - «Шторм» Эрик Рэдфорд | - «Болеро» Морис Равель | - «Exogenesis: Symphony Part 3 (Redemption)» Muse - «Зеркало в зеркале» Арво Пярт - «Allerdale Hall» (из фильма «Багровый пик») Фернандо Веласкес                                                      |
| 2019—2020 | - «Зеркало в зеркале» Арво Пярт - «Allerdale Hall» (из фильма «Багровый пик») Фернандо Веласкес                                                         | - «Exogenesis: Symphony Part 3 (Redemption)» Muse | - «Адажио Спартака и Фригии» Арам Хачатурян |
| 2018—2019 | - «Зеркало в зеркале» Арво Пярт - «Allerdale Hall» (из фильма «Багровый пик») Фернандо Веласкес                                                         | - «Адажио Спартака и Фригии» Арам Хачатурян | - «Зеркало в зеркале» Арво Пярт - «Allerdale Hall» (из фильма «Багровый пик») Фернандо Веласкес |

## Спортивные достижения

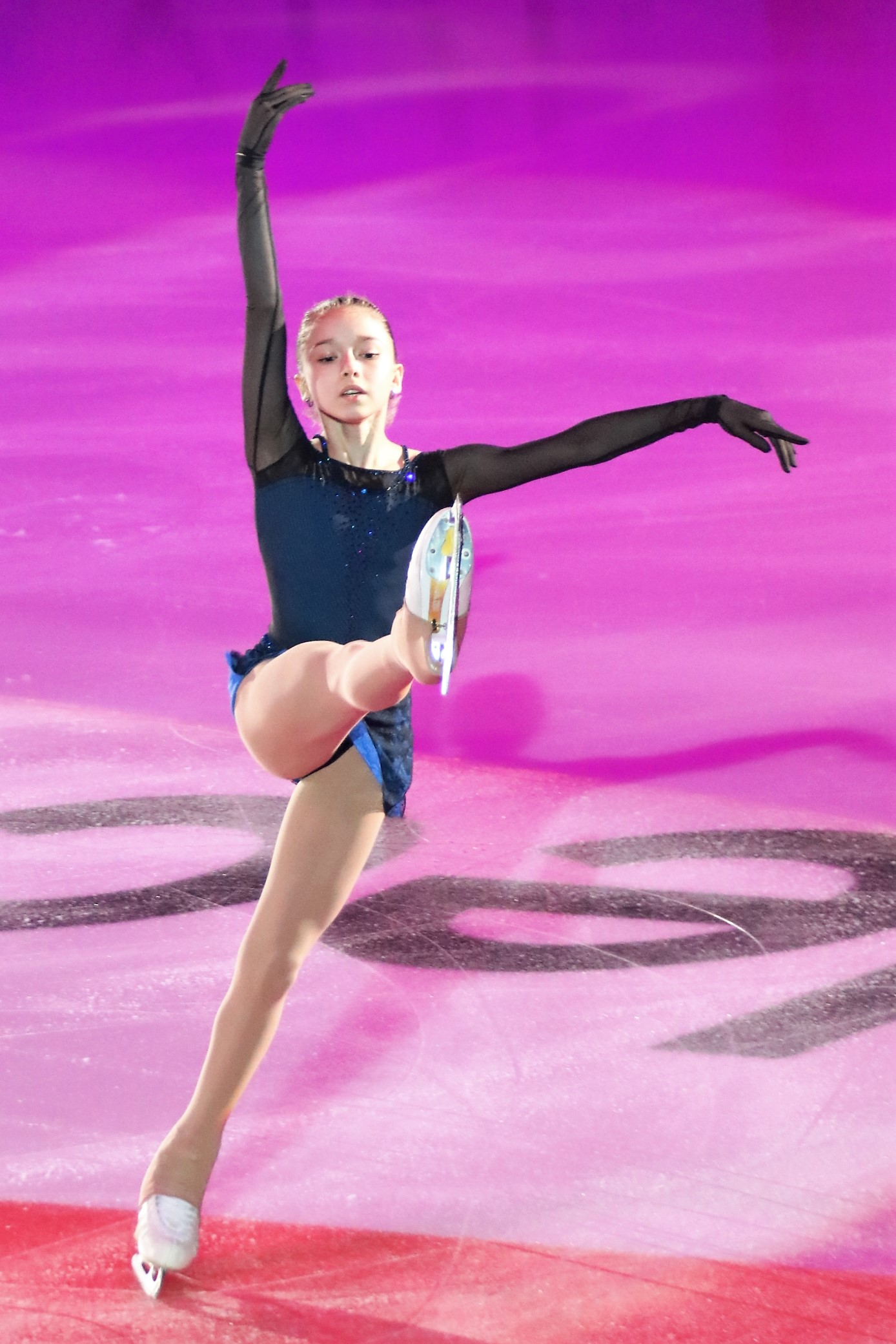
На этапе Гран-при Rostelecom Cup 2018

| Соревнования                       | 19/20                        | 20/21                        | 21/22                        | 22/23                        | 23/24                        |
| Международные индивидуальные       | Международные индивидуальные | Международные индивидуальные | Международные индивидуальные | Международные индивидуальные | Международные индивидуальные |
| ---------------------------------- | ---------------------------- | ---------------------------- | ---------------------------- | ---------------------------- | ---------------------------- |
| Зимние Олимпийские игры            |                              |                              | DSQ                          |                              |                              |
| Чемпионаты Европы                  |                              |                              | DSQ                          |                              |                              |
| Финалы Гран-при                    |                              |                              | C                            |                              |                              |
| Этапы Гран-при. Rostelecom Cup     |                              |                              | 1                            |                              |                              |
| Этапы Гран-при. Skate Canada       |                              |                              | 1                            |                              |                              |
| Челленджеры. Finlandia Trophy      |                              |                              | 1                            |                              |                              |
| Международные командные            |                              |                              |                              |                              |                              |
| Зимние Олимпийские игры            |                              |                              | DSQ                          |                              |                              |
| Национальные индивидуальные        |                              |                              |                              |                              |                              |
| Чемпионаты России                  |                              | 2                            | DSQ                          | DSQ                          | DSQ                          |
| Финал Гран-При России              |                              |                              |                              | DSQ                          |                              |
| Чемпионат России по прыжкам        |                              |                              |                              | DSQ                          |                              |
| Финалы Кубка России                |                              | 1                            |                              |                              |                              |
| Первенство России среди юниоров    | 1                            |                              |                              |                              |                              |
| Этапы Кубка России. II этап        |                              | 2                            |                              |                              |                              |
| Этапы Кубка России. V этап         |                              | 1                            |                              |                              |                              |
| Этапы Гран-при России. I этап      |                              |                              |                              | DSQ                          |                              |
| Этапы Гран-при России. III этап    |                              |                              |                              | DSQ                          |                              |
| Этапы Гран-При России. IV этап     |                              |                              |                              |                              | DSQ                          |
| Этапы Гран-При России. VI этап     |                              |                              |                              |                              | DSQ                          |
| Национальные командные             |                              |                              |                              |                              |                              |
| Кубок Первого канала               |                              | 1                            | 2                            |                              |                              |
| Чемпионат России по прыжкам        |                              |                              |                              | 2                            |                              |
| Международные среди юниоров        |                              |                              |                              |                              |                              |
| Чемпионаты мира среди юниоров      | 1                            |                              |                              |                              |                              |
| Финалы юниорского Гран-при         | 1                            |                              |                              |                              |                              |
| Этапы юниорского Гран-при. Россия  | 1                            |                              |                              |                              |                              |
| Этапы юниорского Гран-при. Франция | 1                            |                              |                              |                              |                              |

### Подробные результаты
Примечание. Цветом выделены медали. На чемпионатах ИСУ награждают малыми медалями за короткую и произвольную программу. 
Текущие мировые рекорды по системе ИСУ выделены жирным курсивом, предыдущие — жирным.
| Дата                    | Соревнование                                               | КП            | ПП            | Сумма         | Источники     |
| Сезон 2023—24           | Сезон 2023—24                                              | Сезон 2023—24 | Сезон 2023—24 | Сезон 2023—24 | Сезон 2023—24 |
| ----------------------- | ---------------------------------------------------------- | ------------- | ------------- | ------------- | ------------- |
| 22—23 декабря 2023      | Чемпионат России 2024                                      | 1 81,85       | 3 156,14      | 3 237,99      | [ 125 ]       |
| 25—26 ноября 2023       | Этапы Гран-при России. VI этап — Москва                    | 1 81,27       | 1 144,95      | 1 226,22      | [ 126 ]       |
| 11—12 ноября 2023       | Этапы Гран-при России. IV этап — Казань                    | 1 81,09       | 4 132,50      | 4 213,59      | [ 127 ]       |
| Сезон 2022—23           |                                                            |               |               |               |               |
| 3—5 марта 2023          | Финал Гран-при России                                      | 3 78,97       | 3 162,79      | 2 241,76      | [ 128 ]       |
| 20—25 декабря 2022      | Чемпионат России 2023                                      | 4 76,61       | 1 170,71      | 2 247,32      | [ 129 ]       |
| 5—6 ноября 2022         | Этапы Гран-при России. III этап — Казань                   | 1 83,30       | 1 158,42      | 1 241,72      | [ 130 ]       |
| 22—23 октября 2022      | Этапы Гран-при России. I этап — Москва                     | 1 83,63       | 2 173,88      | 1 244,66      | [ 131 ]       |
| Сезон 2021—22           |                                                            |               |               |               |               |
| 25—27 марта 2022        | Кубок Первого канала                                       | 1 83,63       | 2 173,88      | 2К/2Л 257,51  | [ 132 ]       |
| 15—17 февраля 2022      | Зимние Олимпийские игры 2022 — индивидуальные соревнования | 1 82,16       | 5 141,93      | 4 224,09      | [ 133 ]       |
| 4—7 февраля 2022        | Зимние Олимпийские игры 2022 — командные соревнования      | 1 90,18       | 1 178,92      | 1 (команда)   | [ 133 ]       |
| 10—16 января 2022       | Чемпионат Европы 2022                                      | 1 90,45       | 1 168,61      | 1 259,06      | [ 134 ]       |
| 21—26 декабря 2021      | Чемпионат России 2022                                      | 1 90,38       | DSQ 193,10    | DSQ 90,38     | [ 135 ]       |
| 26—28 ноября 2021       | Этапы Гран-при. Rostelecom Cup 2021                        | 1 87,42       | 1 185,29      | 1 272,71      | [ 136 ]       |
| 29—31 октября 2021      | Этапы Гран-при. Skate Canada 2021                          | 1 84,19       | 1 180,89      | 1 265,08      | [ 137 ]       |
| 7—10 октября 2021       | Челленджеры. Finlandia Trophy 2021                         | 3 74,93       | 1 174,31      | 1 249,24      | [ 138 ]       |
| Сезон 2020—21           |                                                            |               |               |               |               |
| 26 февраля—2 марта 2021 | Финал Кубка России                                         | 1 88,71       | 3 149,29      | 1 238,00      | [ 139 ]       |
| 5—7 февраля 2021        | Кубок Первого канала                                       | 1 90,25       | 1 179,19      | 1 269,44      |               |
| 23—27 декабря 2020      | Чемпионат России 2021                                      | 2 79,99       | 2 174,02      | 2 254,01      | [ 140 ]       |
| 5—8 декабря 2020        | Этапы Кубка России. V этап — Москва                        | 1 86,20       | 1 168,66      | 1 254,86      | [ 141 ]       |
| 10—13 октября 2020      | Этапы Кубка России. II этап — Москва                       | 1 85,10       | 3 148,60      | 2 233,70      | [ 142 ]       |

### Мировые рекорды среди взрослых
| Дата                                       | Баллы                                  | Соревнование                           | Примечание                                         |
| Рекорды одиночниц в короткой программе     | Рекорды одиночниц в короткой программе | Рекорды одиночниц в короткой программе | Рекорды одиночниц в короткой программе             |
| ------------------------------------------ | -------------------------------------- | -------------------------------------- | -------------------------------------------------- |
| 13 января 2022                             | 90,45                                  | Чемпионат Европы 2022                  | Превзошла собственный рекорд                       |
| 26 ноября 2021                             | 87,42                                  | Rostelecom Cup 2021                    | Предыдущий рекорд принадлежал Алёне Косторной.     |
| Рекорды одиночниц в произвольной программе |                                        |                                        |                                                    |
| 27 ноября 2021                             | 185,29                                 | Rostelecom Cup 2021                    | Превзошла собственный рекорд.                      |
| 31 октября 2021                            | 180,89                                 | Skate Canada 2021                      | Превзошла собственный рекорд.                      |
| 10 октября 2021                            | 174,31                                 | Finlandia Trophy 2021                  | Предыдущий рекорд принадлежал Александре Трусовой. |
| Рекорды одиночниц по сумме двух программ   |                                        |                                        |                                                    |
| 27 ноября 2021                             | 272,71                                 | Rostelecom Cup 2021                    | Превзошла собственный рекорд.                      |
| 31 октября 2021                            | 265,08                                 | Skate Canada 2021                      | Превзошла собственный рекорд.                      |
| 10 октября 2021                            | 249,24                                 | Finlandia Trophy 2021                  | Предыдущий рекорд принадлежал Алёне Косторной.     |

### Мировые рекорды среди юниоров
| Дата                                       | Баллы                                      | Соревнование                               | Примечание |
| Рекорды одиночниц в произвольной программе | Рекорды одиночниц в произвольной программе | Рекорды одиночниц в произвольной программе | Рекорды одиночниц в произвольной программе |
| ------------------------------------------ | ------------------------------------------ | ------------------------------------------ | --- |
| 7 марта 2020                               | 152,38                                     | Чемпионат мира среди юниоров 2020          | Предыдущий рекорд принадлежал Александре Трусовой. Рекорд был превзойден Софьей Акатьевой на юниорском этапе Гран-при в Красноярске в 2021 году. |
| Рекорды одиночниц по сумме двух программ   |                                            |                                            | |
| 7 марта 2020                               | 227,30                                     | Чемпионат мира среди юниоров 2020          | Предыдущий рекорд принадлежал Александре Трусовой. Рекорд был превзойден Софьей Акатьевой на юниорском этапе Гран-при в Красноярске в 2021 году. |

## Награды и звания
- Орден Дружбы (25 февраля 2022 года) — за высокие спортивные достижения, волю к победе, стойкость и целеустремлённость, проявленные на XXIV Олимпийских зимних играх 2022 года в городе Пекине (Китайская Народная Республика)[152].
- Мастер спорта России (2021)[153].
- Заслуженный мастер спорта России (2022)[154][155][156].
- Орден «Дуслык» (2022) — за достижение высоких спортивных результатов на XXIV Олимпийских играх 2022 года в городе Пекине (Китайская Народная Республика)[157].
- Памятный знак «Габдулла Тукай — 135 лет со дня рождения» (2022)[158].

## Публичная деятельность

### 2021
В феврале 2021 года участвовала в коммерческом турнире «Кубок Первого канала» в составе команды Алины Загитовой «Красная машина». 18 февраля участвовала в фотосессии для онлайн-журнала о балете «La Personne».
В апреле выступала на шоу Этери Тутберидзе в туре «Чемпионы на льду» с двумя программами «Девочка на шаре» и «Exogenesis». В мае в своём инстаграм-аккаунте Камила Валиева объявила о том, что стала амбассадором бренда «Ozon». С тех пор фигуристка регулярно снимается в рекламных роликах бренда. 26 июля Камила стала амбассадором бренда «PUMA».
9 ноября снялась для рекламы бренда «Glade». Также в ноябре Камила стала лицом рекламной кампании платёжной системы «Мир» на катке в новом зимнем сезоне.

### 2022
25—27 марта 2022 года приняла участие в коммерческом турнире «Кубок Первого канала» в составе команды Марка Кондратюка «Время первых». 1 апреля выступила в ледовом шоу «Влюбленные в фигурное катание» с номером «Шторм». 3 апреля выступила в ледовом шоу Ильи Авербуха «Ледниковый период». В апреле выступала на шоу Этери Тутберидзе в туре «Чемпионы на льду». 15—16 апреля выступала в ледовом шоу в честь юбилея Татьяны Тарасовой. В 2022 году снялась в клипе Вани Дмитриенко — на песню «Сила притяжения». С 30 декабря 2022 по 7 января 2023 года приняла участие в ледовом шоу Татьяны Навки «История любви Шахерезады».

### 2023
В 2023 году снялась в клипе Натальи Подольской — на песню «Не отвернусь». 18 марта 2023 года выступила в турнире шоу-программ «Русский вызов» с новым показательным номером «Шаманка», где получила приз зрительских симпатий. С 2 апреля по 1 мая 2023 года приняла участие в шоу Этери Тутберидзе «Чемпионы на льду» в городах Владивостоке, Хабаровске, Санкт-Петербурге, Москве, Новосибирске, Омске, Казани, Уфе и Алма-Ате. С 6 по 7 мая 2023 года выступила в ледовом шоу в Монголии. Снялась в сериале «Котострофа» в эпизодической роли. В декабре стала амбассадором бренда одежды «Gloria Jeans» и появилась в рекламном ролике. Снялась в документальном фильме телеканала RT «Спасибо, родная!».

### 2024

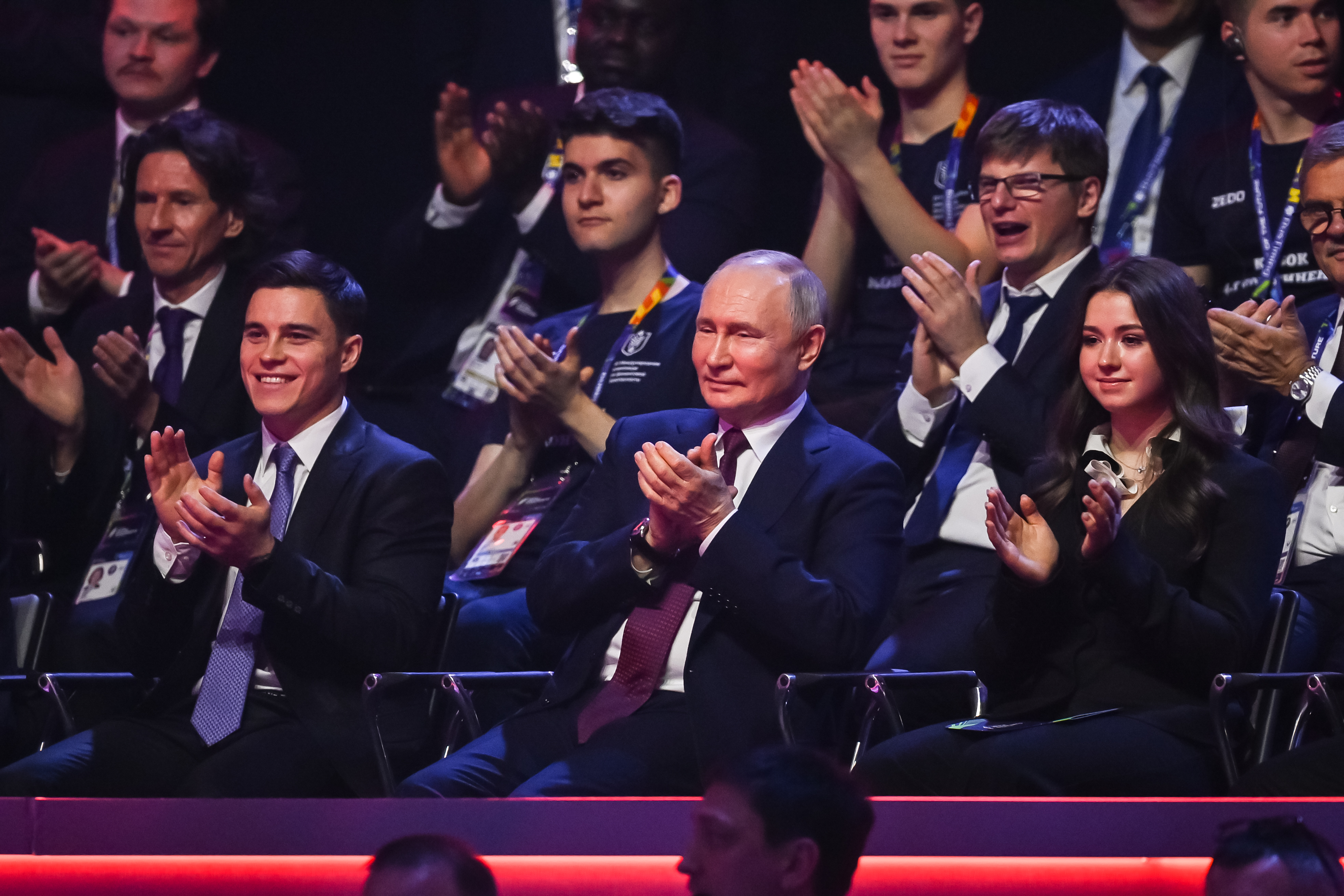
На церемонии открытия «Игр Будущего» вместе с Владимиром Путиным

В январе 2024 года Валиеву дисквалифицировали на четыре года за употребление допинга. После этого тренер Тутберидзе убрала Валиеву из собственного ледового шоу, заменив её на Александру Трусову.
В феврале Валиева стала послом «Игр Будущего». На церемонии открытия мероприятия она сидела рядом с президентом РФ Владимиром Путиным. Пресс-секретарь президента России Дмитрий Песков заявил, что таким образом Путин выразил поддержку Валиевой. Трёхкратная олимпийская чемпионка, депутат Госдумы Ирина Роднина: «Да, Владимир Владимирович таким жестом поддержал Камилу Валиеву! Мне кажется, что вся страна выразила ей поддержку. Мы своих же не сдаём». Президент МОК Томас Бах посетовал, что фигуристку использовали в политических целях, тем самым продемонстрировав неуважение ко всем мировым антидопинговым правилам.

### 2025
В июле 2025 года в Telegram-канале фигуристки появился пост в поддержку законопроекта о наказании за поиск «экстремистских» материалов в интернете. По мнению Валиевой, если кто-то «специально ищет что-то запрещенное — это уже не просто „интерес“» и наказывать будут только тех, кто «сознательно» ищет «действительно опасные вещи». Также приводится ссылка на перечень «экстремистских» материалов. За месяц до этого спортсменка была замечена в рекламе «национального мессенджера» Max.